# Leidenfrostov učinak
Leidenfrostov učinak je pojava za čijeg vremena tekućina u bliskom dodiru s masom znatno toplijom od same tekućine i njena vrelišta, stvara izolacijski sloj od isparenog, tankog donjeg dijela kapi koji zbog svoje niske toplinske vodljivosti odgađa inače hitro vrenje tekućine. Ova pojava se često može vidjeti pri prolijevanju vode po znatno zagrijanijoj tavi; ako je temperatura tave iznad ili na Leidenfrostovoj točki (pri kuhinjskim uvjetima točka varijabilno iznad vrelišta vode), zgrudane će kapljice ˝plesati˝ po tavi i trebat će nešto više vremena za isparavanje nego što bi trebale da je temperatura tave ispod Leidenfrostove točke, čak i ako je temperatura iznad vrelišta.  Ista se može uočiti i pri izlijevanju tekućeg dušika; pod igra ulogu značajno toplije mase u dodiru s kojom znatno hladniji tekući dušik stvara izolacijski sloj. 
Pri nekim demonstracijama izvode se i ekstremniji primjeri kao što je umakanje mokrog prsta u tekuće olovo ili prskanje tekućeg dušika iz usta. Potonji su vrlo opasni, eventualno i kobni.
Učinak je nazvan po Johannu Gottlobu Leidenfrostu, koji je o njemu raspravio u Raspravi o pojedinim kvalitetama obične vode (De aquæ communis nonnullis qualitatibus tractatus) 1756. godine.

## Vanjske poveznice
- http://pages.uoregon.edu/linke/climbingdroplets/index.html  Arhivirana inačica izvorne stranice od 20. kolovoza 2012. (Wayback Machine)
- http://mythbustersresults.com/mini-myth-mayhem